# Pierre Cordier (umělec)
Pierre Cordier (28. ledna 1933 Brusel – 21. března 2024 tamtéž) byl belgický fotograf a vizuální umělec. Je považován za průkopníka techniky chemigramu a jejího rozvoje jako prostředku uměleckého vyjádření.

## Životopis

### Dětství
Pierre Cordier se narodil do rodiny francouzsko-belgických průmyslníků specializujících se na kosmetické produkty (včetně laků na nehty).
Již ve velmi mladém věku se začal zajímat o jazz, jehož svobodu improvizace ve svých dílech zachytával.
V roce 1952 měl rozhodující setkání, s tehdy neznámým Georgesem Brassensem. Natočil jej a vyfotografoval. Písničkář měl na Pierra Cordiera hluboký vliv a podporoval ho. Povzbuzoval jej, aby si vybíral a zkoumal „neužívané cesty plné strmých kopců" .
Po studiu politických a správních věd na Svobodné univerzitě v Bruselu Pierre Cordier vykonal vojenskou službu, která skončila v Německu v roce 1956. Právě v tomto okamžiku se mu otevřela nová cesta : chemigram.

### Chemigram
Dne 10. listopadu 1956, když Pierre Cordier psal lakem na nehty na fotocitlivý papír věnování mladé Němce Erice, vynalezl metodu, kterou později nazval, „chemigram". Tato technika, která „ kombinuje fyziku malby (lak, vosk, olej) a chemii fotografie (fotosenzitivní emulze, vývojka, ustalovač) ; bez fotoaparátu, bez zvětšovacího přístroje a za plného světla " , se pro něj stal zdrojem experimentování a plastickým jazykem. Metoda otevírá nový vizuální prostor na pomezí malby, fotografie a psaní: " Tento proces mu umožňuje vytvářet strhující obrazy, kterých není možné dosáhnout jinými prostředky. Jako malíř nahrazuje plátno fotografickým papírem". 

### Subjektivní fotografie
Vedle výzkumu pokračoval v kariéře profesionálního fotografa, kterou v roce 1967 definitivně opustil. Tyto nové plastické možnosti zaujaly některé významné osobnosti, včetně Otto Steinerta (1915-1978), profesora a zakladatele tzv. subjektivní fotografie ". Díky němu vytvořil Pierre Cordier četné chemigramy i fotografické autoportréty. Tato díla byla vystavena v roce 1958 v rámci výstavy Subjektivní fotografie 3 v Kolíně nad Rýnem.
Během 60. a do poloviny 70. let Pierre Cordier pokračoval ve svých experimentech : chromatický výzkum (1961), fotochemigram (1963) a magický lak (1972). Natáčel také experimentální filmy a v letech 1965 až 1998 se stal učitelem na École nationale des arts visuels v Bruselu.
Výstava v Muzeu moderního umění v New Yorku s Denisem Brihatem a Jean-Pierrem Sudrem v roce 1967 byla významnou událostí v době, kdy umělecká fotografie ještě nebyla v Evropě příliš akceptována.

### Generativní fotografie
V roce 1968 byl jedním ze zakladatelů hnutí „Generativní fotografie“ v Německu s Gottfriedem Jägerem. Setkání s Aaronem Siskindem v roce 1977 bylo významné : tento významný americký fotograf se stal jeho duchovním otcem a seznámil ho s řadou osobností hnutí New Bauhaus v Chicagu.

### V letech 1980–1990 a 2000
Koncem 70. let 20. století začalo období zvláště plodné na setkání a výstavy, kterému odpovídalo i zvládnutí techniky chemigramu.
Rok 1988 je symbolem této zralosti: retrospektiva umělcova díla v Muzeu moderního umění v Bruselu, vytvoření monumentálního díla v bruselském metru a také nástup Pierra Cordiera do belgické Akademie Royal 6. ledna 1994. V letech 1992 až 2007 se usadil na jihu Francie. Tam shromáždil materiály potřebné pro vydání monografie, syntézy padesátiletého výzkumu. Od svého zveřejnění v roce 2007 získaly Centre Pompidou v Paříži a Victoria and Albert Museum v Londýně po pěti chemigramech do svých sbírek. Ty z Victoria & Albert byly vystaveny od října 2010 do února 2011.
Jeho díla vycházející z hybridních technik jsou vždy obtížně zařaditelná a nastolují otázku jeho příslušnosti k umělecké rodině (z hlediska dějin umění). V autorově tvorbě se skrývá skutečná osobní mytologie, jejímž klíčem by byl nerozluštitelný jazyk.

## Dílo
- 1984 : Chimigrammes (Chemigramy), polyptych v 6 panelech 60x192 cm, fotografický papír, v Sart-Tilman Open Air Museum (Univerzita v Liège, Belgie) [6]

## Publikace
70. léta 20. století :
- Jean-Claude Lemagny, “ Pierre Cordier nebo fotografie vzhůru nohama ", v katalogu výstavy Pierre Cordier, Francouzská národní knihovna, Paříž, leden 1979.

80. léta 20. století :
- Helmut Gernsheim, Stručná historie fotografie, Dover, 1986.
- Katalog výstavy " Pierre Cordier " v Královském muzeu výtvarného umění Belgie, Brusel, 1988.

devadesátá léta :
- Marc-Emmanuel Mélon, článek “ Pierre Cordier ", Encyclopædia Universalis, 1996.

2000 :
- Michel Poivert, “ Utopie chimigramu, Pierre Cordier v labyrintu dějin ", Bulletin Francouzské fotografické společnosti, č. 10, Paříž, 2001.
- Pierre Cordier, Le chimigramme – The Chemigram, edice Racine, Brusel, 2007.